# Miramar (San Diego)
Para el barrio en Half Moon Bay, California, véase Miramar, California.
Miramar es un barrio en el extremo norte de la ciudad de San Diego, California, EE. UU.
Aunque Miramar es principalmente una zona industrial y comercial, muchas personas viven en Miramar, la mayoría cerca de la Estación Aérea del Cuerpo de Marines de Miramar, anteriormente conocida como Miramar Naval Air Station, y desde la década de 1970 atraídos por la Escuela de Armas de Combate.

## Sede de la Escuela de Armas de Combate (Top Gun)
Miramar fue la localidad elegida para emplazar la Escuela de Armas de Combate de la US Navy que se hizo famosa por la película Top Gun en 1986. NAS Miramar fue realineada por el programa en inglés Base Realignment and Closure (BRAC) en 1995 por lo que se convirtió en la Marine Corps como una área de reparación de helicópteros en 1996. Al norte de la base MCAS Miramar se encuentra el suburbio de Mira Mesa.

## Historia
Miramar había sido originalmente parte de la comunidad Scripps Ranch, fundada por Edward W. Scripps. Él llamó su casa que construyó con el nombre de "Miramar" en los años 1890s, por su castillo de Archduke Maximilian, Miramare, en Trieste, Italia. El nombre eventualmente empezó a utilizarse en toda la zona de la meseta. 
En 1950 antes de convertirse en una base militar, Miramar era una pequeña y aislada comunidad centrada en los alrededores de una estación ferroviaria. Actualmente no existe ningún edificio de esa época.